# Siebolds Sara-Kaba-Völkerschau 1930–1932

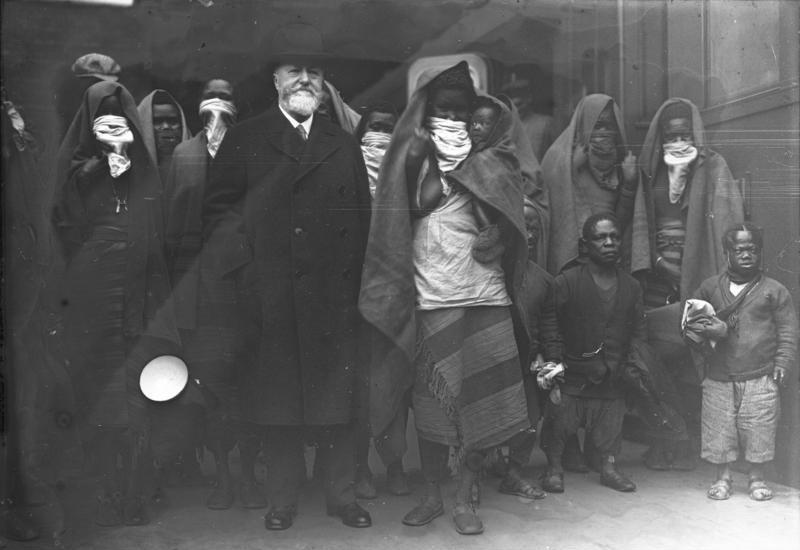
Die Gruppe der Sara-Kaba-Völkerschau im April 1931 mit dem Direktor des Zoologischen Gartens Berlin Ludwig Heck am Anhalter Bahnhof. Die Frauen haben ihre Lippenteller mit Schals verdeckt. (Foto von 1931)

Siebolds Sara-Kaba-Völkerschau 1930–1932 war eine Völkerschau einer Gruppe von (nach unterschiedlichen Angaben) zwischen acht und zehn Frauen und drei Männern der Sara-Kaba aus dem heutigen Gebiet des südlichen Tschad und der Zentralafrikanischen Republik. Veranstalter der Schau war Friedrich Wilhelm (Willy) Siebold. Die Völkerschau der Sara-Kaba war eine der letzten in Deutschland gezeigten Schauen vor dem Zweiten Weltkrieg.

## Impresario
Willy Siebold (1880–1944) stammte aus einer Schausteller-Familie aus Essen und veranstaltete verschiedene Völkerschauen, neben der Sara-Kaba-Schau auch die Völkerschau der „Südsee-Insulaner“ (auch „Kanaken der Südsee“ genannt).

## Gruppe der Sara-Kaba
Auffälliges Merkmal der Sara-Kaba waren vor allem die Lippenteller der Frauen. Sie trugen je zwei Lippenteller in der Ober- und Unterlippe, wobei der Durchmesser des größeren Lippentellers in der Unterlippe bis zu 18 cm betrug. Die drei Männer waren Menschen mit Kleinwuchs. Siebold bewarb die Schau unter anderen mit dem Titel „Tellerlippen-Negerinnen und Buschmänner“ – was deutlich macht, „dass man die Frauen auf ihre durch Teller vergrößerten Lippen reduzieren wollte“. Weil das Einsetzen von Lippentellern 1911 durch die französische Regierung verboten worden war, wurden die Frauen auch „als ‚aussterbende Lippennegerinnen‘ angepriesen“, von denen es seinerzeit nur noch 200 gegeben habe. So bediente die Völkerschau „das Narrativ der aussterbenden Völker, die es noch einmal zu sehen galt“. Die Frauen wurden außerdem als „Körpersensation“ und „recht seltene Sehenswürdigkeit“ vermarktet.

## Verlauf der Völkerschau
Die Schau war neben anderen Orten vom 20. Juni bis zum 4. Juli 1930 im Zoologischen Garten Frankfurt, vom 7. Juli bis zum 4. September 1930 im Zoologischen Garten Leipzig und anschließend in Chemnitz, auf dem Oktoberfest 1930 in München, vom 22. April bis Mitte Mai 1931 im Zoologischen Garten Berlin, vom 7. Juli bis zum 13. August 1931 im Zoologischen Garten Dresden, von Mitte August bis zum 3. September 1931 im Zoologischen Garten Düsseldorf, im September 1931 im Lunapark Eden in Prag, vom 5. September bis zum 20. Oktober 1931 im Zoologischen Garten Köln, vom 28. April bis zum 10. Mai 1932 im Zoologischen Garten Basel, im August 1932 im Zoologischen Garten Hannover und schließlich nochmals auf dem Oktoberfest 1932 in München zu sehen.
Zur Völkerschau der Sara-Kaba kamen zwar, verglichen mit früheren Völkerschauen vor dem Ersten Weltkrieg, weniger Besucher, dennoch zeigte sich beispielsweise der Berliner Zoo zufrieden mit den Einnahmen.
Der Ethnologe Diedrich Westermann führte im April 1931 während des Aufenthaltes in Berlin „sprachliche Untersuchungen“ mit der Gruppe durch. Die Gesänge der Sara-Kaba wurden auch auf Schallplatte aufgezeichnet.

## Rezeption
Die zeitgenössische Zeitungsberichterstattung äußerte sich durchgängig abschätzig über die Völkerschau, wie beispielsweise dieser Bericht über die Schau im Zoologischen Garten Berlin deutlich macht:

„Die Lippennegerinnen tragen diese hölzernen Teller, um die der äußere Lippenrand herumgespannt ist wie der Fahrradschlauch um die Felge, vor sich her wie breite Entenschnäbel und das, was sie an menschlicher Sprache dank dieser grotesken Verunstaltung noch hervorbringen können, ist für unsere Ohren auch nicht viel mehr als ein heftiges Entengeschnatter. […] Sie hocken frierend vor ihren Strohhütten um die Koksöfen herum und werfen sich kleine, weiche Reiskügelchen über die großen Lippenteller in den Mund. Eine Ernährung nach europäischen Ritus wäre ihnen wegen des schnabelartigen Vorbaus überhaupt nicht möglich, so daß das große Schild ‚Man bittet, den Negern keine Süßigkeiten zu geben‘, schon aus dem Grunde überflüssig zu sein scheint. Am herbstlich kühlem Eröffnungstage waren sie nur durch eindringliches Zureden zu bewegen, aus dem warmen Keller herauszukommen und ihre Primitivität im Kreis der geladenen Gäste vorzuführen.“

In der Forschung wird die Völkerschau als ein Rückschritt zu den im 19. Jahrhundert populären Freak Shows beurteilt. Dafür spricht auch, dass es bei dieser Völkerschau kein Begleitprogramm gab und „das bloße Vorführen des ‚Abnormen‘ die Schau“ ausmachte. Zugleich wurde deutlich, „dass sich die Zeit der Völkerschauen ihrem Ende neigte“.